# Gea (fumetto)
Gea è una serie a fumetti creata da Luca Enoch, pubblicata dalla Sergio Bonelli Editore dal 1999 al 2007.
È la prima serie Bonelli completamente realizzata nei disegni e nella sceneggiatura da un unico autore (la seconda è Lilith, realizzata dallo stesso autore), che ha previsto anche di dare una conclusione definita alla propria storia (secondo la filosofia narrativa dei manga), avvenuta con il numero 18. Ciascuna storia è comprensibile a sé stante, ma la trama è una struttura narrativa unitaria che si sviluppa di albo in albo.

## Il personaggio
Gea è una ragazza adolescente che rimasta orfana vive in un loft da sola (se si esclude la compagnia sfuggente di tre folletti), frequenta la scuola pubblica, suona il basso in una banda di coetanei, pratica il kendō e la scherma e soprattutto difende l'equilibrio del pianeta Terra (del suo universo e di tutti quelli che lo compenetrano) respingendo le creature di altre dimensioni che pericolosamente passano la soglia tra il loro mondo e quello "umano".
Gea fa parte della Casta dei Baluardi, è affetta da fotofobia e acromatopsia, come tutti quelli che condividono la sua missione, e per questo motivo non si separa mai dai suoi occhiali da sole; la sua arma è una spada magica che nasconde nel suo basso; viene aiutata nel suo operato da un gatto nero di nome Cagliostro, sulla cui fronte compare una "stella" bianca in caso di eventuali intrusi dimensionali; prende ordini da un misterioso coordinatore che lei chiama lo "zio", che coordina l'attività di tutti i Baluardi in azione.
Molte delle caratteristiche di Gea ricordano quelle che, ai tempi dell'inquisizione erano associate alle streghe: il sesso femminile, il gatto, le scienze esoteriche, la mancanza di rispetto per le convenzioni sociali, la libertà sessuale.
Le creature intrusive sono quelle note della mitologia (Orchi, Ciclopi, Centauri, Satiri, divinità indiane ecc.).

## Amici e nemici
La missione di Gea è leggermente ambigua: in teoria deve impedire il contatto tra diversi mondi e dunque anche il possibile scambio culturale ed affettivo tra chi vive nelle diverse dimensioni, Gea però non interpreta alla lettera i regolamenti e accetta talvolta la presenza illegale di "clandestini" non pericolosi nel proprio mondo; questo è dovuto alla sua discendenza matrilineare che in genere è portata ad accogliere il diverso piuttosto che ad aggredirlo.
I demoni, la razza nemica, sarebbero i grandi antagonisti di Gea. Specie aggressiva e volta all'espansione minacciano di invadere anche il mondo "umano" avvalendosi come testa di ponte della Diva, esponente della loro specie, che, come copertura, dirige in forma umana una casa di moda.
La Diva fa parte di una Triade di demoni, Lilu, Ardat-Lili (la Diva, appunto) e Lilitu, che coordinano i tentativi di intrusione e di invasione della terra da parte della loro razza.
A loro volta i baluardi costituiscono un vero e proprio mondo, se pure in costante contatto con il più vasto mondo circostante: oltre ai baluardi normali, che controllano un determinato territorio, vi sono gli eliminatori (di rango più elevato ed armati di alabarda), i pesanti (bikers puzzolenti e volgari, dediti ad ogni piacere terreno ed in particolare alla birra), gli scalzi (asceti di rango elevatissimo) e presumibilmente altri ancora che non compaiono nella narrazione.
Nel corso della narrazione tuttavia diventa sempre più difficile distinguere tra "buoni" e "cattivi": si scopre che anche i diavoli hanno le proprie ragioni e che il dubbio serpeggia attraverso gli stessi baluardi, che in alcuni casi sospettano di essere non già i difensori della Terra e dell'equilibrio del Multiverso, bensì i guardiani dei privilegi di una casta di viaggiatori dimensionali che teme di perdere il potere. Tale dubbio non verrà sciolto nemmeno alla fine, ma resta aleggiante su tutta la narrazione: alcuni dei personaggi inizialmente positivi cambiano nel corso del tempo e iniziano a commettere vere e proprie atrocità giustificandole con le necessità di guerra, mentre altri personaggi che hanno lavorato per l'invasione iniziano ad opporsi allo sterminio sistematico del nemico. La psicologia dei personaggi è quindi dinamica e, in generale, approfondita e varia: accanto ad alcuni cliché, in genere ben riusciti, vi sono molti tratteggi
di personalità complesse e sfaccettate, che interagiscono tra loro in modi non prevedibili.
Le storie di Enoch comunque presentano in forma allegorica gli attuali malesseri sociali come la xenofobia e la violenza verso gli inermi, temi che hanno contraddistinto in maniera particolare i numeri intermedi. Gli aiutanti di Gea sono a loro volta potenzialmente oggetto di discriminazione: il suo partner Leonardo è rimasto paraplegico in seguito ad un incidente, mentre l'amico Sigfrido è omosessuale dichiarato nonché "orca". E così ancora Ahmad, il "poliziotto buono", è nato in un campo profughi palestinese e il "personaggio buffo" Frank Diderot detto Diddly nel corso della serie scopre di non essere umano, ma di far parte di una razza aliena.
L'impegno civile nelle storie di Gea si integra con tutte le tematiche che fanno parte dell'esistenza: le problematiche della crescita, le relazioni umane, la violenza, l'amicizia, la musica, la sessualità, ecc. Il risultato è un efficace mix narrativo in equilibrio fra tragedia e commedia. Ricche e numerose sono le citazioni, particolarmente ricercate quelle che rimandano alla mitologia e all'esoterismo. Tutte queste componenti rendono il fumetto un prodotto assolutamente inusuale nel fumetto commerciale italiano negli ultimi anni.

## Albi
| Nr. | Data edizione da edicola | Titolo edizione edicola      | Data edizione da libreria | Titolo edizione da libreria |
| --- | ------------------------ | ---------------------------- | ------------------------- | --------------------------- |
| 1   | Giugno 1999              | Il baluardo                  | Maggio 2024               | Il baluardo                 |
| 2   | Dicembre 1999            | Il corteo di Dioniso         | Maggio 2024               | Il baluardo                 |
| 3   | Luglio 2000              | Storie di spettri            | Luglio 2024               | Storie di spettri           |
| 4   | Novembre 2000            | Madre di violenza            | Luglio 2024               | Storie di spettri           |
| 5   | Giugno 2001              | La via del Nero              | Settembre 2024            | La via del Nero             |
| 6   | Novembre 2001            | L'orco                       | Settembre 2024            | La via del Nero             |
| 7   | Giugno 2002              | La crociata di Clive         | Novembre 2024             | Dove scorre l'acqua         |
| 8   | Novembre 2002            | Dove scorre l'acqua          | Novembre 2024             | Dove scorre l'acqua         |
| 9   | Giugno 2003              | Il figlio del tuono          | n/a                       | Inedito                     |
| 10  | Novembre 2003            | L'intruso                    | n/a                       | Inedito                     |
| 11  | Giugno 2004              | Il baluardo impazzito        | n/a                       | Inedito                     |
| 12  | Novembre 2004            | Il libro dei segreti svelati | n/a                       | Inedito                     |
| 13  | Giugno 2005              | La rottura del sigillo       | n/a                       | Inedito                     |
| 14  | Novembre 2005            | Il crollo del portale        | n/a                       | Inedito                     |
| 15  | Giugno 2006              | Verrà un'orda straniera      | n/a                       | Inedito                     |
| 16  | Novembre 2006            | Inverno di guerra            | n/a                       | Inedito                     |
| 17  | Giugno 2007              | Il tempo della mano crudele  | n/a                       | Inedito                     |
| 18  | Novembre 2007            | La casa dei canti            | n/a                       | Inedito                     |

## Storie fuori serie
| Nr. | Titolo                     | Data pubblicazione | Soggetto        | Sceneggiatura              | Disegni    | Copertina  |
| --- | -------------------------- | ------------------ | --------------- | -------------------------- | ---------- | ---------- |
| /   | Nel paese delle differenze | 2005               | Antonio Tripodi | Antonio Tripodi Luca Enoch | Luca Enoch | Luca Enoch |

## Ristampa
Il 27 giugno 2013 la Panini Comics ha distribuito nelle fumetterie e nelle librerie Gea Omnibus n. 1, contenente i primi sei episodi del fumetto, sono poi state pubblicati i volumi 2 e 3 che hanno portato al completamento della serie.

## Romanzi
Nel 2018 Bonelli ha pubblicato un romanzo in prosa, Gea, scritto da Lucia Vaccarino che costituisce il prequel alla serie a fumetti.